# Ceresium fallaciosum
Ceresium fallaciosum là một loài bọ cánh cứng trong họ Cerambycidae.